# Max Abegglen
Max Abegglen (11. dubna 1902, Neuchâtel – 25. srpna 1970, Zermatt) byl švýcarský fotbalový útočník a reprezentant.
S týmem Grasshopper Club vybojoval šest titulů mistra Švýcarska. Získal stříbrnou medaili na Letních olympijských hrách 1924 v Paříži, kde byl s šesti brankami nejlepším střelcem svého týmu, v utkání s Litvou zaznamenal hattrick. Jeho 34 reprezentačních branek bylo dlouho švýcarským rekordem, který překonal až Alexander Frei v roce 2008. V reprezentaci hráli i jeho mladší bratři André Abegglen a Jean Abegglen. Klub Neuchâtel Xamax se pojmenoval podle jeho přezdívky Xam a křestního jména Max.